# Massacre de Hilla
Le massacre de Hilla a lieu pendant la seconde guerre civile irakienne.

## Déroulement
Le 23 juin 2014, le gouverneur de Hilla annonce qu'un convoi de prisonniers a été attaqué par des « terroristes » près de la ville. Il affirme que 10 détenus et un policier sont morts dans la fusillade.
Cependant deux officiers de la police irakienne déclarent anonymement à l'agence Reuters, qu'aucune attaque n'a eu lieu contre le convoi et que les 69 prisonniers ont été purement et simplement exécutés. Une troisième source policière de l'agence Reuters évoque cependant un combat mais confirme que les 69 prisonniers ont tous été tués et que plusieurs ont été exécutés pour éviter qu'ils ne s'enfuient.
Le 9 juillet, les corps de 53 hommes ligotés sont découverts dans des vergers au sud de Hilla, dans une zone de la province de Babil qui n'avait pourtant été le témoin d'aucun affrontement. L'AFP indique que « Selon un employé de la morgue, les corps portaient des impacts de balles dans la tête ou dans la poitrine et les décès remontent à au moins une semaine ».